# Toulouse
Toulouse (franskt uttal: [tuluz] lyssna (fil), occitanska: Tolosa) är en stad och kommun i södra Frankrike vid floden Garonne. Toulouse är också huvudort (franska: préfecture) i departementet Haute-Garonne, och regionhuvudstad i Occitanien. År 2017 hade Toulouse 479 553 invånare, vilket gör staden till Frankrikes fjärde största efter Paris, Marseille och Lyon. Storstadsområdet hade 1 330 954 invånare år 2015. Tidigare var det ett grevskap, och utgjorde innan dess ett av frankerrikets sex län.
Toulouse är känt som den rosa staden (la ville rose) eftersom de flesta äldre byggnader är byggda av ett lokalt producerat tegel som är rosa. Toulouse är en stor universitetsstad med mer än 100 000 studenter och Europas största flygplanstillverkare Airbus har sin huvudbas här.

## Stadsbild
Toulouse är belägen på en bördig, flack slätt, vid högra stranden av den segelbara Garonne, nära ena ändpunkten av Canal du Midi, som där förenar sig med en sidokanal till Garonne, och vid Orléansbanan från Paris samt sydbanan från Bordeaux, som från Toulouse har bibanor till Tarbes i sydväst och till Foix i sydöst.
Den egentliga staden, som är avskild från dess förstäder genom breda boulevarder, förr fästningsvallar, med i allmänhet smala och krokiga gator samt röda tegelstenshus, är genom Pont des amidonniers, hängbron Pont St Pierre, Pont Neuf och Pont St Michel förbunden med det på vänstra Garonnestranden belägna Faubourg St Cyprien.
Ungefär mitt i staden ligger Place du Capitole med det 1753 av Cammas byggda, 120 meter långa, rådhuset le Capitole, i vars ena flygel Toulouses största teater inryms och som bland annat innehåller Clémence Isaures sal, där Académie des Jeux Floraux årligen 3 maj har sina prisutdelningar. Andra byggnader är Musée des Augustins, förr augustinkloster, byggt 1460-1504, justitiepalatset, förr parlamentets hus, flera vackra renässanshus (Hôtel du Vieux-Raisin med fler) och två sjukhus från 1100-talet.
Bland kyrkor märks katedralen Saint-Étienne, från 1200-1400-talen, med gotisk portal, den stora femskeppiga Saint-Sernin, i romansk stil, påbörjad på 1000-talet, jakobinkyrkan, från 1200-talet, med lämningar av ett gammalt dominikankloster, Dalbade, i gotisk stil med rik renässansportal, La Durade, byggd 1775-90, och Du Taur, från 1300-talet, med fästningslik fasad och klocktorn. Statyer av Cujas, av Canal-du-midis arkitekt Riquet, av general Duruy med fler, samt en obelisk till ära för de 1814 stupade pryder staden.
Toulouse har ett gammalt universitet (privilegier 1233), och ett fritt katolskt universitet, vetenskapsakademi och flera lärda sällskap, ett berömt konstmuseum, konstindustri- och antikvitetsmuseet Musée Saint-Raymond, naturhistoriskt museum Museum d'Histoire Naturelle , observatorium, botanisk trädgård, teatrar med mer. Toulouse är säte för prefekt, ärkebiskop, protestantiskt konsistorium.
I Toulouse föddes skalderna Pèire Godolin och Pierre Baour-Lormian, dramatikern Jean Galbert de Campistron, rättsläraren Jacques Cujas, läkaren Jean-Étienne Esquirol och statsmannen Joseph de Villèle.

## Historia
Toulouse, latin Tolosa, var redan på romartiden betydande och tektosagernas huvudstad, en av gallernas heliga städer med en i en helig sjö förvarad stor nationalskatt, som efter Toulouses erövring av konsuln Q. Servilius Cepio bortfördes till straff för dess förbund med cimbrerna 106 f.Kr. Kristnat vid mitten av 200-talet av S:t Saturninus eller Sernin, dess förste biskop, som där led martyrdöden 252, blev Toulouse efter det Romerska rikets fall år 419 visigoternas huvudstad, erövrades av frankerkungen Klodvig I 507 och blev 778 eget grevskap.
Grevskapet, upprättat 778 av Karl den store, utgjorde i början en del av kungariket Akvitanien och gick sedan 852 i arv inom greve Raimund I:s ätt. Sedan 900-talet var det ett av franska kronans sex stora län; dess grevar utövade länshöghet över grevskapen Quercy, Albi, Carcassonne, Nîmes, Béziers och Foix samt ärvde under 1000-talet en del av Provence (det så kallade "marquisat de Provence"). Grevskapet nådde hög andlig och materiell utveckling och hörde en tid till Europas mest blomstrande riken. Men blomstringen föröddes under albigenskrigen 1209-1229, och Raimund VI miste 1212 Toulouse, som gavs åt Simon av Montfort (död 1218). Den förres son, Raimund VII (1222-1249), återfick det, men måste i freden i Paris 1229 avstå de nämnda underförläningarna till franska kronan. Sedan hans enda dotter Jeanne och hennes make Alfons, Ludvig IX:s bror, dött utan arvingar, indrogs Toulouse 1271 till franska kronan.
Titeln greve av Toulouse bars av Alexander av Bourbon (1678-1737), tredje son till Ludvig XIV och madame de Montespan, amiral av Frankrike, som under Spanska tronföljdskriget vann bland annat en seger över den engelsk-holländska flottan under amiral Rooke. Han var far till hertigen av Penthiévre, Ludvig Johan av Bourbon.
Den 10 april 1814 anföll engelsmännen under Arthur Wellesley, hertig av Wellington, Toulouse och intog på aftonen befästningarna på högra flodstranden, varefter fransmännen under Nicolas Jean-de-Dieu Soult drog sig bakom kanalen och utrymde Toulouse natten till den 12 april.

## Museer
Toulouse är hem för Cité de l'espace, tillägnad rymdutforskning, L'Envol des pionniers, tillägnad flyg och Aeroscopia, ett flygmuseum.

## Utbildning
- E-Artsup
- École nationale de l'aviation civile
- École nationale supérieure d'électrotechnique, d'électronique, d'informatique, d'hydraulique et des télécommunications
- École pour l'informatique et les techniques avancées
- Institut national des sciences appliquées de Toulouse
- Institut polytechnique des sciences avancées
- Institut supérieur de l'aéronautique et de l'espace
- Toulouse Business School
- Toulouse School of Economics
- Université Fédérale Toulouse Midi-Pyrénées

## Befolkningsutveckling
Antalet invånare i kommunen Toulouse
| Referens: INSEE |

## Borgmästare
- Raymond Badiou, Franska sektionen av Arbetarinternationalen, augusti 1944–september 1958
- Louis Bazerque, Franska sektionen av Arbetarinternationalen, oktober 1958–mars 1971
- Pierre Baudis, Demokratiska centern, Unionen för fransk demokrati, Centre des démocrates sociaux, mars 1971–mars 1983
- Dominique Baudis, Unionen för fransk demokrati, Centre des démocrates sociaux, 11 mars 1983–23 januari 2001
- Philippe Douste-Blazy, Unionen för fransk demokrati, Union pour un Mouvement Populaire, 1 april 2001–6 maj 2004[6][7]
- Jean-Luc Moudenc, Union pour un Mouvement Populaire, 6 maj 2004–21 mars 2008[8]
- Pierre Cohen, Socialistiska partiet, 21 mars 2008–4 april 2014[9]
- Jean-Luc Moudenc, Union pour un Mouvement Populaire, Republikanerna, 4 april 2014–[3]

Denna lista hämtas från Wikidata. Informationen kan ändras där.